# 胡麻の油と百姓は絞れば絞るほど出るものなり
胡麻の油と百姓は絞れば絞るほど出るものなり（ごまのあぶらとひゃくしょうはしぼればしぼるほどでるものなり）は、日本の歴史においての言葉。江戸時代中期の旗本で勘定奉行を勤めた神尾春央の発言
が元とされる。
江戸時代の日本では重税であったということを表す言葉である。この言葉は歴史の教科書にはほぼ必ず登場する言葉であったものの、現在の教科書ではこの言葉を削除するという傾向になっている。
この言葉が言われていた時代は徳川吉宗のころで、江戸時代では最も年貢量が高かった時代である。それまで用いていなかった方法で年貢を計算して、年貢を上げるということをしていた。だがこれのおかげで既成事実にとらわれずに江戸幕府の財政再建のために貢献できたということでもある。
この言葉を言い出した人の発案でこの時代には河川敷などの特殊な土地の開発が積極的に行われていた。関東地方の河川敷の開発は約1万ヘクタールに達した。ここで幕府は河川敷などの特殊な土地は、日本全国の全てが将軍のものであり、領主は将軍から一時的に預かっているということにしていた。そして開発可能な土地を見つければ幕府が積極的に開発を命じて、その開発された土地を幕府領に組み入れていって年貢を増収させていった。